# 퓨어 데이터
퓨어 데이터(Pure Data, Pd)는 1990년대에 상호작용 컴퓨터 음악 및 멀티미디어 작품을 만들기 위해 밀러 푸켓이 개발한 비주얼 프로그래밍 언어이다. 푸켓이 이 프로그램의 주 개발자이지만 Pd는 새로운 확장 기능을 개발하는 더 큰 개발자층을 보유한 오픈 소스 프로젝트이다. BSD-3-Clause로 출시된다. 리눅스, macOS, iOS, 안드로이드, 마이크로소프트 윈도우에서 실행된다. FreeBSD와 IRIX로도 이식되었다.
Pd는 범위와 디자인 면에서 푸켓이 IRCAM에서 일하던 당시 개발했던 오리지널 맥스 프로그램과 유사하다. 그리고 어느 정도까지는 맥스 언어의 전신인 맥스/MSP와 상호 운용이 가능하다.

## 코드 예시

Pure Data visual code sample patches
Patch 1: Hello world program in Pd.
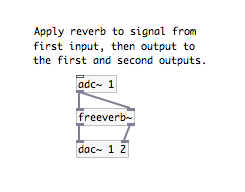
Patch 2: Reverberation in Pd.
Patch 3: Filters and data flow in Pd.